# Stella Getz
Stella Getz (* 1976 in Trondheim, Norwegen) ist eine ehemalige Sängerin, die 1994 mit Friends und Dr. Love zwei Hits in den deutschen Charts hatte.

## Biografie
Stella Getz ist die Tochter einer Norwegerin und eines Nigerianers. Im Alter von 16 Jahren gewann sie einen Talentwettbewerb in Oslo. Ein Jahr später unterschrieb sie ihren ersten Plattenvertrag. Die Debütsingle Friends, die in der norwegischen TV-Show Casino Premiere feierte, schaffte es 1993 bis auf Platz 5 in der Heimat und 1994 auf Platz 32 in Deutschland. Zuhause hielt man Getz, die mit Espen Lind verlobt war, für den größten Popexport nach a-ha. Diese Hoffnung wurde allerdings enttäuscht. Die Nachfolgesingle Dr. Love erreichte im gleichen Jahr Platz 30 der deutschen Singlecharts. Bis 1996 veröffentlichte Norwegens „First Lady of Dance“ vier weitere Singles, die aber unbeachtet blieben.
Nach dem Ende ihrer Musikkarriere begann Getz ein Journalistikstudium, das sie 2007 mit dem B. A. abschloss.

## Diskografie

### Alben
- 1994: Forbidden Dreams

### Singles
- 1993: Friends
- 1994: Dr. Love
- 1994: Yeah Yeah
- 1994: All in All
- 1995: Get a Grip
- 1996: Ta-Di-Di-Boom